# アークレイ
アークレイ株式会社（ARKRAY, Inc.）は、京都府京都市上京区に本社を置く医療機器の製造・販売をおこなう企業である。
コーポレート・メッセージは「いのち・かがやく・かがく」

## 本社・事業所
- 京都研究所（本社）- 京都府京都市上京区岩栖院町59擁翠園内
  - 国内販売拠点については、アークレイマーケティング株式会社参照
- 甲南配送センター - 滋賀県甲賀市甲南町柑子1480番地

## 歴史
- 1960年（昭和35年）6月 - 土井正が京都市伏見区下横縄町に京都第一科学を創立。
- 1963年（昭和38年）9月 - 株式会社に改組（9月25日を創設日としている）。
- 1964年（昭和39年）9月 - 京都市伏見区向島中島町に延べ300m2の自社工場を建設し、本社を移転。
- 1971年（昭和46年）12月 - 京都市南区東九条西明田町に本社を移転。
- 1975年（昭和50年）6月 - 東京営業所を設置。
- 1977年（昭和52年）4月 - 自社販売体制スタート 同年7月、国際部を設置。
- 1978年（昭和53年）1月 - 滋賀県高島郡今津町に、今津工場の第1期工事が完成。
- 1979年（昭和54年）12月 - 今津工場の第2期工事完成。
- 1980年（昭和55年）8月 - 機器生産部門を独立させ、100%出資の株式会社今津精器を設立。
- 1983年（昭和58年）6月 - 京都市南区東九条西明田町に新社屋が完成。
- 1984年（昭和59年）8月 - 草津市駒井沢に草津工場を建設。
- 1990年（平成2年）10月 - 滋賀県甲賀郡甲南町（現・甲賀市）に甲南工場を完成。売上高100億円を達成。
- 1991年（平成3年）4月 - 創立者である土井正が逝去。
- 1994年（平成6年）5月 - 土井茂が代表取締役社長に就任。
- 1995年（平成7年）
  - 1月 - 阪神・淡路大震災の支援策として血糖測定器（グルコカード）を無料貸出。
  - 6月 - コーポレートブランド「ARKRAY」を導入。
  - 10月 - 売上高200億円を達成。
- 1997年（平成9年）11月 - 生産部門を分離独立し、株式会社アークレイ ファクトリーを設立。
- 1999年（平成11年）11月 - アークレイ デジタルラボラトリ株式会社を設立。KDK欧州駐在事務所をドイツ（デュッセルドルフ）に開設。
- 2000年（平成12年）
  - 6月 - アークレイ株式会社へ社名変更。
  - 7月 - ARKRAY米国駐在事務所をアメリカ（インディアナ州サウスベンド市）に開設。
  - 9月 - オプトロンビジネスセンター　中国駐在事務所を上海に開設。
- 2001年（平成13年）
  - 2月 - アークレイオプトロン株式会社を設立。
  - 11月 - 営業部門を分離独立し、アークレイ マーケティング株式会社、アークレイ グローバルビジネス株式会社を設立。
- 2002年（平成14年）
  - 7月 - 愛科来医療電子（上海）有限公司を中国・上海に設立。
  - 10月 - 売上高500億円を達成。
- 2003年（平成15年）
  - 2月 - コールセンターシステムに対して第4回日本IT経営大賞を受賞。臨床検査業界で初。
  - 4月 - 愛科来国際貿易（上海）有限公司を設立。
- 2004年（平成16年）
  - 4月 - アークレイ インフィニティ株式会社を設立。
  - 11月 - ARKRAY Europe, B.V.をオランダに設立。
- 2005年（平成17年）3月 - ソウルに事業所を開設。
- 2006年（平成18年）
  - 1月 - 東京都新宿区四谷にアークレイグループ東京本社を開設。
  - 2月 - 四条烏丸にアークレイグループ京都本社を開設。旧京都本社をサイエンスパークに改称。
- 2006年（平成18年）
  - 4月 - ARKRAY AMERICA, Inc.をデラウェア州に設立。
  - 6月 - 「機能性食品素材ビジネス」へ参入。
  - 7月 - 同社主催の「スタイルセミナー」が日本糖尿病協会登録医制度の認定講習会となる。
  - 8月 - 米国に販売拠点・ARKRAY USA, Inc.および製造拠点・ARKRAY FACTORY USA, Inc.を追加。
- 2007年（平成19年）
  - 4月 - 特許戦略優良企業として「特許庁長官表彰」を受賞。
  - 11月 - 北京SSOを開設。
  - 12月 - インドに製薬企業との合併会社・ARKRAY PIRAMAL Medical Pvt. Ltd.を設立。
- 2008年（平成20年）
  - 5月 - 糖尿病患者向け血糖自己測定器など自社販売を開始。
  - 8月 - 教育研修施設　達磨道場を開所。
- 2009年（平成21年）
  - 4月 - 英国に製造拠点・ARKRAY Factory, Ltd.を追加。
  - 5月 - ARKRAY SASをフランスに設立。
  - 10月 - ELITECH France SASに出資。
- 2010年（平成22年）6月 - 50周年を機にブランドロゴを変更。
- 2011年（平成23年）
  - 8月 - ARKRAY Industry, Inc.をフィリピンに設立。
  - 1月 - 京都研究所稼働。
- 2012年（平成24年）
  - 1月 - 土井茂が代表取締役会長に、松田猛が代表取締役執行役員社長にそれぞれ就任。
  - 3月 - 海外初の開発拠点として、愛科来電子科技（西安）有限公司を中国・西安に設立。
- 2014年（平成26年）9月 - 動物専用の医療機器・試薬の新ブランド「thinka（シンカ）」を導入。
- 2020年（令和2年）6月 - 創立60周年。

## 主な商品

### 糖尿病検査
- AH-8280 - グリコヘモグロビン/グルコース分析装置 アダムス ハイブリッド
- HA-8180 - グリコヘモグロビン分析装置　アダムスA1c
- HA-8170 - 全自動グリコヘモグロビン測定装置 アダムスA1c
- GA-1180 - グルコース分析装置アダムス グルコース
- GA-1171 - グルコース分析装置 アダムス グルコース
- GA-1152 - 全自動グルコース測定装置 アダムス グルコース
- サンクHbA1c - グリコヘモグロビンA1cキット

### 尿検査
- AX-4061 - 全自動尿分析装置 オーションマックス
- AI-4510 - 尿沈渣分析装置 オーション アイ
- PU-4010 - 小型尿化学分析装置 ポケットケムUA
- AX-4030 - 自動尿分析装置 オーションマックス
- IQ-5210 - 全自動尿中有形成分分析装置 オーショアイキュー
- AE-4020 - 自動尿分析装置 オーションイレブン

### POC検査
- PA-4140 - 血中アンモニア測定装置　ポケットケムBA
- SL-4720 - デンシトメトリー分析装置 スポットケムIL
- D-Concept - 乾式臨床化学分析装置 スポットケム D-Concept
  - D-00 SD-9810 - 操作ユニット スポットケム
  - D-01 SD-3810 - 移動式免疫比濁分析測定ユニット スポットケム
  - D-02 SD-4810 - 乾式臨床化学分析測定ユニット スポットケム
  - D-03 SD-4820 - 乾式臨床化学分析測定ユニット スポットケム
- SP-4430 - 臨床化学自動分析装置 スポットケム EZ
- SI-3511 - 免疫反応測定装置 スポットケム IM
- SE-1520 - 電極式電解質測定装置 スポットケム EL
- SV-5020 - 自動蛍光免疫測定装置 スポットケム バイダス
- SB-1420 - 自動血球計数装置 スポットケム CL
- SB-1430 - 自動血球計数装置 スポットケム CL
- SG-1220 - 自動血液ガス分析装置 スポットケム SG

### SMBG
- GT-1670 - 自己検査用グルコース測定器 グルコカード マイダイア
- GT-1820 - 自己検査用グルコース測定装置 グルコカード G+メーター
- ナチュラレット ディスポ - 単回使用自動ランセット
- ナチュラレット EZ デバイス - 採血用穿刺器具
- ナチュラレット デバイス - 採血用穿刺器具
- マルチランセットS - 採血用穿刺器具
- グルコレスキュー

### その他
- SillHa - 唾液検査装置
- IS-5310 - 全自動SNPs検査装置　i-densy
- OM-6060 - 自動浸透圧分析装置 オズモステーション
- LT-1710 - 簡易血中乳酸測定器 ラクテート・プロ
- MCFAN HR300 - エムシーファン

### ソフトウェア
- SMBG Viewer Lite - 糖尿病データ管理システム
- 健康サポートソフト - からだサポート研究所 糖尿病編
- コアラボ - 臨床検査システム メックネット
- ケアラボ - 検査データ管理システム メックネット
- ミニラボ - データ管理システム用ソフト メックネット
- SMBG Viewer - 医療機関向け血糖値管理ソフト メックネット
- LT Manager - 乳酸値管理ソフト MEQNET
- e-SMBG - 糖尿病ケアサービス
- synergy - 診療データファイリングシステム
- WINDRIVER - データ収集システム MEQNET

## 関連会社

### 日本国内
| 国名 | 社名                                 | 業務                                  |
| ---- | ------------------------------------ | ------------------------------------- |
| 日本 | アークレイマーケティング株式会社     | 国内の販売統括会社                    |
| 日本 | アークレイグローバルビジネス株式会社 | 海外の販売統括会社                    |
| 日本 | 株式会社アークレイファクトリー       | 機器・試薬の製造、品質管理、物流      |
| 日本 | アークレイインフィニティ株式会社     | カスタマーサービス、中古機販売        |
| 日本 | 有限会社からだサポート研究所         | 機能性食品素材の研究開発、販売        |
| 日本 | アークレイ長崎開発センター株式会社   | 臨床検査機器のソフトウエア開発        |
| 日本 | ユニバーサルヘルスウェア有限会社     | ソフトウェア開発及びWebサービスの構築 |

### 日本国外
| 国名         | 社名                                                        | 業務                                                                                      |
| ------------ | ----------------------------------------------------------- | ----------------------------------------------------------------------------------------- |
| アメリカ     | ARKRAY America, Inc.                                        | アメリカ地域のマネージメント                                                              |
| アメリカ     | ARKRAY Factory USA, Inc.                                    | 機器・試薬の製造                                                                          |
| アメリカ     | ARKRAY USA, Inc.                                            | 機器・試薬の販売、カスタマーサービス                                                      |
| アメリカ     | U.S.ARKRAY, Inc.                                            | 機器・試薬の販売、カスタマーサービス                                                      |
| メキシコ     | ARKRAY Lab Mèxico, S.A. de C.V.                             | 機器・試薬の販売、カスタマーサービス                                                      |
| オランダ     | ARKRAY Europe, B.V.                                         | カスタマーサービス                                                                        |
| イギリス     | ARKRAY Ltd.                                                 | 機器・試薬の販売、カスタマーサービス                                                      |
| アイルランド | ARKRAY Ireland Ltd.                                         | 機器・試薬の販売、カスタマーサービス                                                      |
| イタリア     | ARKRAY Italia S.R.L.                                        | 機器・試薬の販売、カスタマーサービス                                                      |
| スペイン     | ARKRAY España S.A.U.                                        | 機器・試薬の販売、カスタマーサービス                                                      |
| ロシア       | ARKRAY Ltd.                                                 | 機器・試薬の開発、製造                                                                    |
| ポーランド   | Color Trading Sp. z o. o.                                   | 機器・試薬の販売、カスタマーサービス                                                      |
| 中国         | 爱科来医疗科技（平湖）有限公司                              | 機器・試薬の製造                                                                          |
| 中国         | 爱科来国际贸易（上海）有限公司                              | 機器・試薬の販売、カスタマーサービス                                                      |
| 韓国         | ARKRAY Global Business, Inc. Seoul Sales and Service Office | 機器・試薬の販売、カスタマーサービス                                                      |
| 韓国         | ARKRAY Global Business, Inc. Korean Development Center      | 機器・試薬の販売、カスタマーサービス                                                      |
| シンガポール | ARKRAY&PARTNERS Pte. Ltd.                                   | 機器・試薬の販売、カスタマーサービス/東南アジア・南アジア・オセアニア地域のマネージメント |
| インドネシア | PT. ARKRAY                                                  | 機器・試薬の販売、カスタマーサービス                                                      |
| ベトナム     | Arkray Vietnam Co., Ltd.                                    | 機器・試薬の販売、カスタマーサービス                                                      |
| フィリピン   | ARKRAY Industry, Inc.                                       | 機器・試薬の製造                                                                          |
| フィリピン   | ARKRAY Industry West, Inc.                                  | 機器・試薬の製造                                                                          |
| フィリピン   | ARKRAY Co. Ltd., Inc.                                       | 機器・試薬の販売、カスタマーサービス                                                      |
| インド       | ARKRAY Healthcare Pvt. Ltd.                                 | 機器・試薬の販売、カスタマーサービス                                                      |
| インド       | ARKRAY Healthcare Pvt. Ltd.                                 | ソフトウェアの研究、開発                                                                  |
| インド       | ARKRAY Healthcare Pvt. Ltd. Surat Factory                   | 機器・試薬の製造                                                                          |